# 林光寺 (横浜市)
林光寺（りんこうじ）は、神奈川県横浜市緑区にある、高野山真言宗の仏教寺院。山号は鴨居山。関東八十八箇所第66番霊場。

## 歴史
- 宝徳元年（1449年） - 義慶が開創[1]。
- 慶長年間（1596年） - 誓順が再興[1]。
- 文政元年（1818年） - 火災により焼失[1]。
- 明治27年（1894年） - 火災により焼失[1]。
- 1974年から1995年にかけて整備を行い復興。

## アクセス
- JR横浜線鴨居駅南口 徒歩10分[1]
- 横浜市営バス39系統 林光寺入口